# 岩野目駅
岩野目駅（いわのめえき）は秋田県北秋田市阿仁幸屋渡字岩ノ目沢道下にある、秋田内陸縦貫鉄道秋田内陸線の駅。無人駅。

## 歴史
- 1963年（昭和38年）10月15日：国鉄阿仁合線の駅として北秋田郡阿仁町に開業[1][2]。開業当時から無人駅[2]。
- 1986年（昭和61年）11月1日：秋田内陸縦貫鉄道に転換[1]。

## 駅構造
単式ホーム1面1線を有する地上駅。駅舎はないが待合所が設置されている。

## 利用状況
| 年度               | 1日平均乗降人員 |
| ------------------ | --------------- |
| 2016年（平成28年） | 1               |

## 駅周辺
- 阿仁川
- 国道105号

## 隣の駅
秋田内陸縦貫鉄道
■秋田内陸線
□快速（上り列車のみ停車）・■普通
笑内駅 - 岩野目駅 - 比立内駅